# Sommer-Paralympics 2012/Powerlifting
Bei den Sommer-Paralympics 2012 in London wurden in insgesamt 20 Wettbewerben im Bankdrücken (auch: Powerlifting oder Gewichtziehen) Medaillen vergeben. Die Entscheidungen fielen zwischen dem 30. August und dem 5. September 2012 im Exhibition Centre London.
An den Wettbewerben der Männer nahmen 120 Sportler in zehn Gewichtsklassen ab 48 kg bis über 100 kg teil. An den Wettbewerben der Frauen nahmen 80 Sportlerinnen in zehn Gewichtsklassen ab 40 kg bis über 82 kg teil. Die erfolgreichste Nation war Nigeria mit sechs Gold-, fünf Silber- und einer Bronzemedaille.

## Medaillen

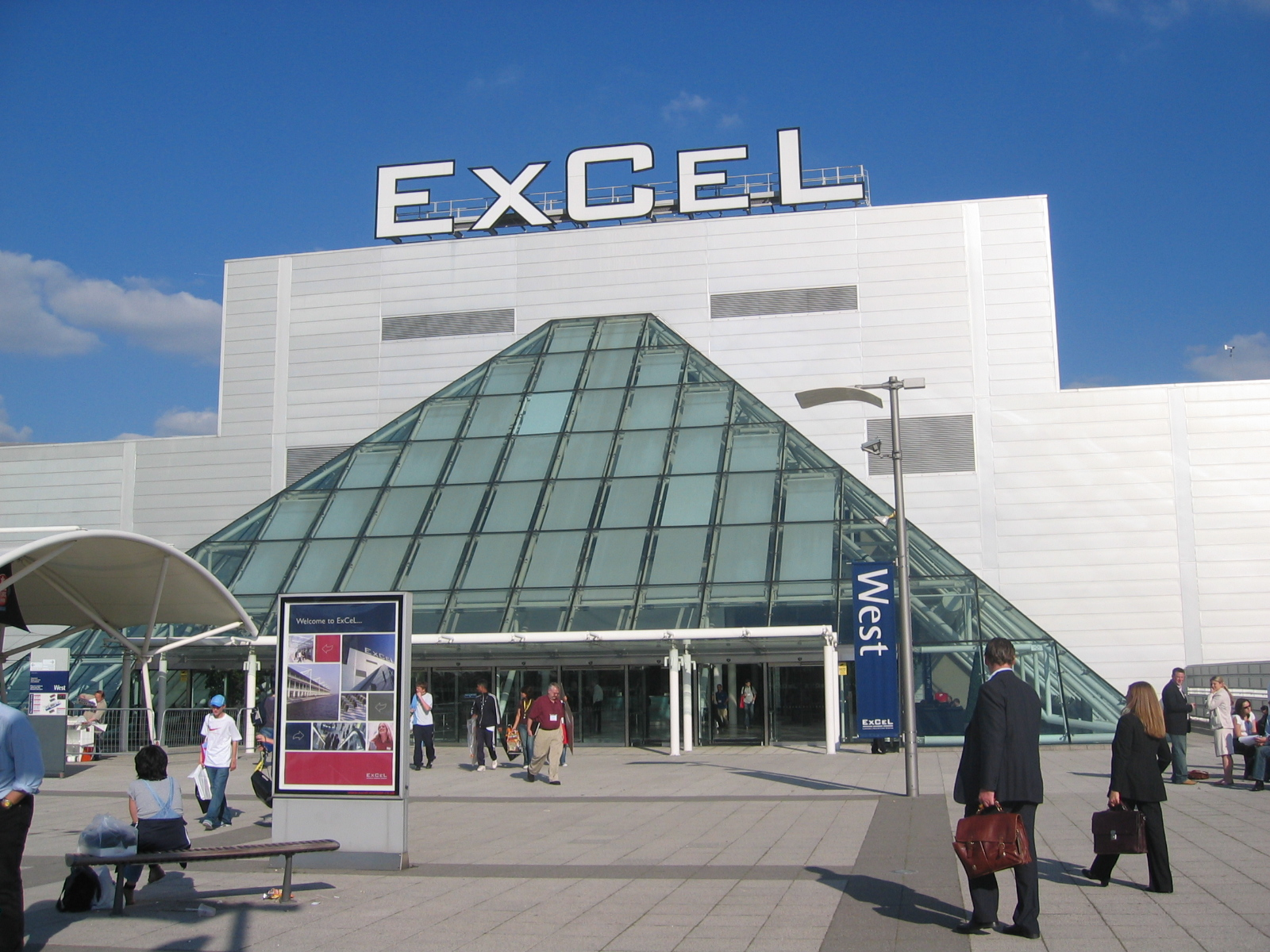
Exhibition Centre London

### Medaillenspiegel
| Platz | Land                   | Gold | Silber | Bronze | Gesamt |
| ----- | ---------------------- | ---- | ------ | ------ | ------ |
| 1     | Nigeria                | 6    | 5      | 1      | 12     |
| 2     | Ägypten                | 4    | 3      | 4      | 11     |
| 3     | Iran                   | 4    | 1      | 1      | 6      |
| 4     | Volksrepublik China    | 3    | 6      | 6      | 15     |
| 5     | Türkei                 | 1    | 1      | 1      | 3      |
| 6     | Mexiko                 | 1    | 0      | 1      | 2      |
| 7     | Frankreich             | 1    | 0      | 0      | 1      |
| 8     | Russland               | 0    | 3      | 1      | 4      |
| 9     | Irak                   | 0    | 1      | 0      | 1      |
| 10    | Vereinigtes Königreich | 0    | 0      | 1      | 1      |
| 10    | Griechenland           | 0    | 0      | 1      | 1      |
| 10    | Südkorea               | 0    | 0      | 1      | 1      |
| 10    | Chinesisch Taipeh      | 0    | 0      | 1      | 1      |
| 10    | Ukraine                | 0    | 0      | 1      | 1      |
| Total | Total                  | 20   | 20     | 20     | 60     |

### Frauen
| Gewichtsklasse | Gold             | Silber                 | Bronze           |
| -------------- | ---------------- | ---------------------- | ---------------- |
| 40 kg          | Nazmiye Muslu    | Cui Zhe                | Zoe Newson       |
| 44 kg          | Ivory Nwokorie   | Çiğdem Dede            | Lidiia Soloviova |
| 48 kg          | Esther Oyema     | Olesya Lafina          | Shi Shanshan     |
| 52 kg          | Joy Onaolapo     | Tamara Podpalnaya      | Xiao Cuijuan     |
| 56 kg          | Fatma Omar       | Lucy Ejike             | Özlem Becerikli  |
| 60 kg          | Amalia Pérez     | Yang Yan               | Amal Mahmoud     |
| 67,5 kg        | Souhad Ghazouani | Tan Yujiao             | Victoria Nneji   |
| 75 kg          | Fu Taoying       | Folashade Oluwafemiayo | Lin Tzu-hui      |
| 82,5 kg        | Loveline Obiji   | Randa Mahmoud          | Xu Yanmei        |
| +82,5 kg       | Grace Anozie     | Heba Ahmed             | Perla Bárcenas   |

### Männer
| Gewichtsklasse | Gold            | Silber              | Bronze            |
| -------------- | --------------- | ------------------- | ----------------- |
| 48 kg          | Yakubu Adesokan | Vladimir Balynetc   | Taha Abdelmagid   |
| 52 kg          | Feng Qi         | Ikechukwu Obichukwu | Vladimir Krivulya |
| 56 kg          | Sherif Othman   | Anthony Ulonnam     | Wang Jian         |
| 60 kg          | Nader Moradi    | Ifeanyi Nnajiofor   | Yang Quanxi       |
| 67,5 kg        | Liu Lei         | Rouhollah Rostami   | Shaaban Ibrahim   |
| 75 kg          | Ali Hosseini    | Mohamed Elelfat     | Hu Peng           |
| 82,5 kg        | Majid Farzin    | Gu Xiaofei          | Metwaly Mathana   |
| 90 kg          | Hany Abdelhady  | Cai Huichao         | Pavlos Mamalos    |
| 100 kg         | Mohamed Eldib   | Qi Dong             | Ali Sadeghzadeh   |
| +100 kg        | Siamand Rahman  | Faris Al-Ajeeli     | Chun Keun-Bae     |